# オノトア環礁

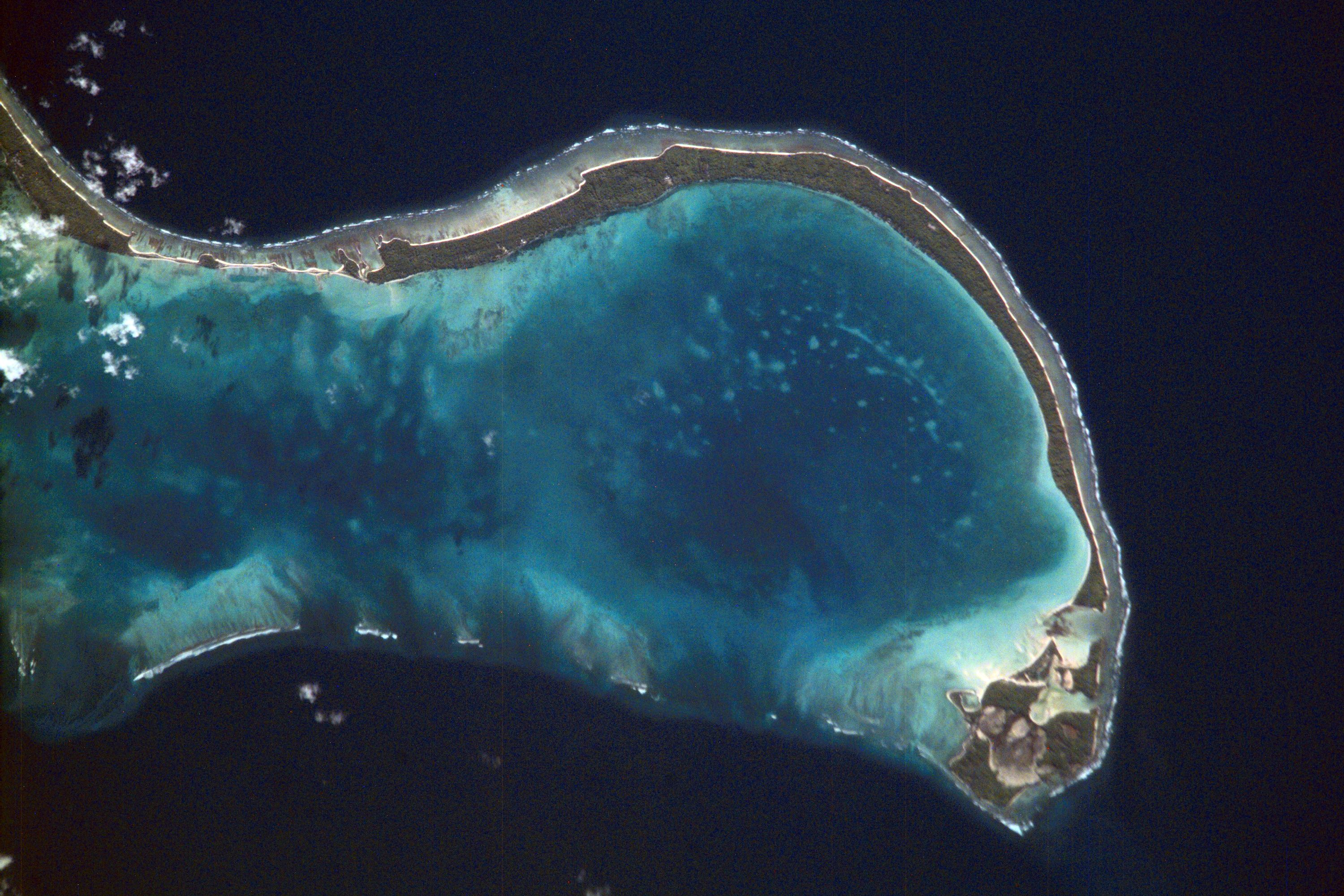
オノトア環礁

オノトア環礁はキリバスが領有する環礁であり、キリバスの行政区画。太平洋上のギルバート諸島に存在し、ギルバート諸島最小の島タマナから 65 km 離れたところに位置する。 2020年の国勢調査におけるオノトアの人口は1,423人。
オノトア環礁はギルバート諸島の他の島々と同様、環礁東側に列島が連なっている。環礁西側には小島を囲む暗礁が連なり、環礁中央のラグーンを形成している。

## 地理
オノトア環礁は 15.62 km2 の陸地面積を持つ環礁である。オノトア環礁には7つの村があり、最南端のタブアロラエから順にアイアキ、オトアエ、テマオ、ブアリキ、タナエアン、最北端のテカワと続き、ラグーン沿岸地域に沿って位置する。テマオからアイアキへの土手道が建設されているため、環礁北部からオトアエ、アイアキには簡単にアクセスできるようになっている。なお、タブアロラエのみ他の地域と陸路で接続していない。
各施設は島全体に広がっており、オノトア空港が最北端のテカワ近郊に、ボート用の水路と波止場が南端の小島タブアロラエに、中学校がオトアエとアイアキの中間に、そして評議会がテマオとブアリキの中間に存在する。

## 環境問題
土手道の建設によってラグーンの水流循環が著しく減少し、ラグーン内の酸素レベル低下により水質が悪化した。海岸線に沿って発生している侵食と堆積は、骨材の採掘、埋め立て、および土手道の建設に関連するものだと特定されており、海岸線沿いの流れを変えていると考えられている。

## 神話と伝説
オノトアという名称は「6人の巨人」を意味する（キリバス語で ono「六」、toa「巨人」）。伝説によれば、タラワ出身のヌアタブの村に住むくる病の女性には6人の息子がいたが、息子たちは彼女の奇形をからかっていた。彼女はオノトアに逃げ、南部（アイアキ）に住み着いた。6人の息子たちはここで彼女を見つけ、巨大な珊瑚の岩を積み上げて母の家を建てたという。

## 歴史
1826年、イギリスの捕鯨船 John Palmer の船長クラークがオノトアを発見した最初のヨーロッパ人であり、続いてアメリカの捕鯨船 Japan の船長チェイスが同年に発見した。
オノトア郵便局は1912年頃に開設された。

## 交通
エアー・キリバスのタラワからの国内線が週1便ある(2021年9月現在)。

## 著名な住民
- タネスィ・マアマウ（キリバス共和国第5代大統領）